# Плопь (Кантемірський район)
Плопь (рум. Plopi) — село в Кантемірському районі Молдови. Є центром однойменної комуни, до складу якої також входять села Олександрівка, Гиртоп та Тараклія.